# Naturschutzgebiet Hafen Grimberg

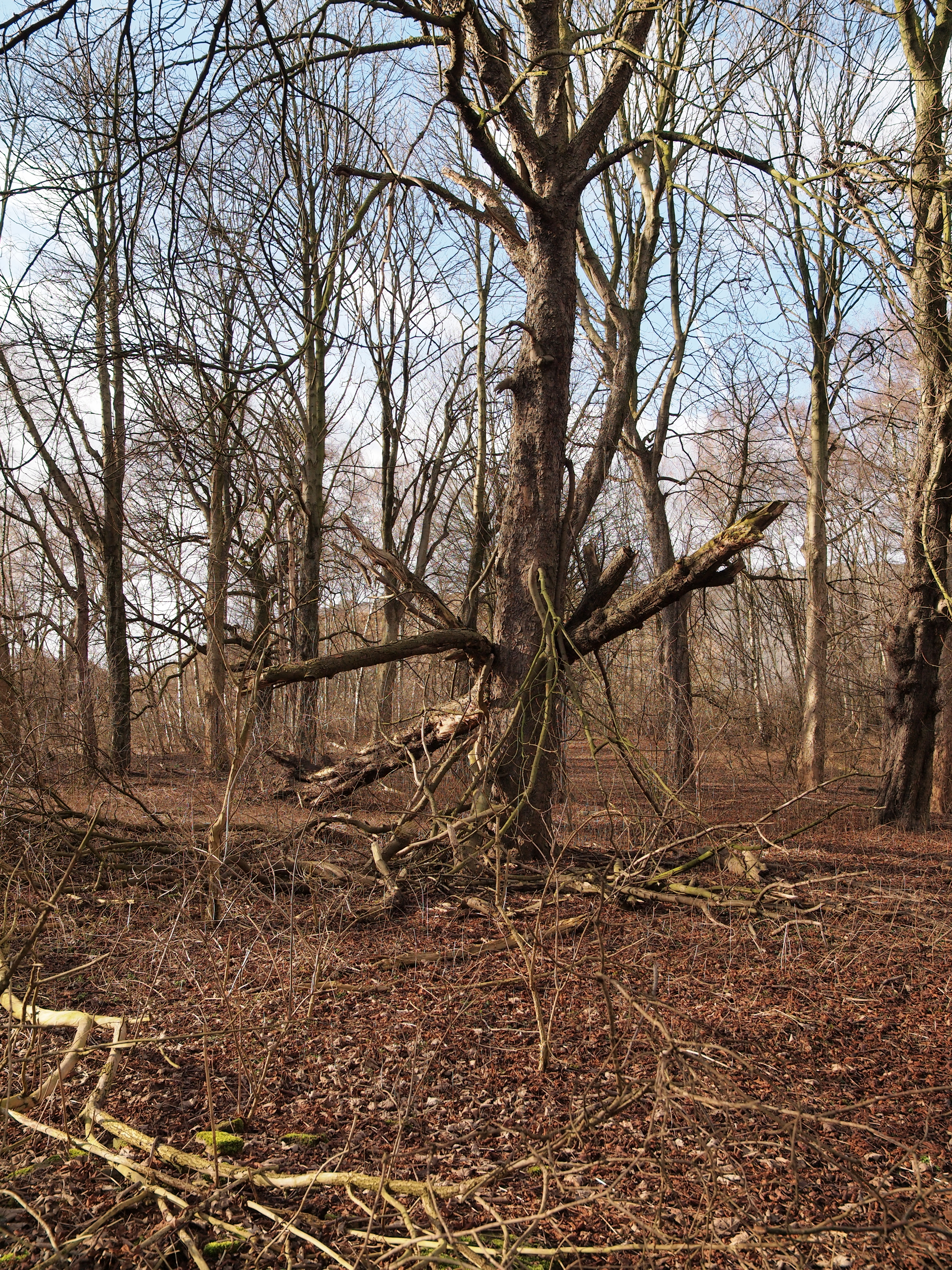
Mischwald mit Birkenrand

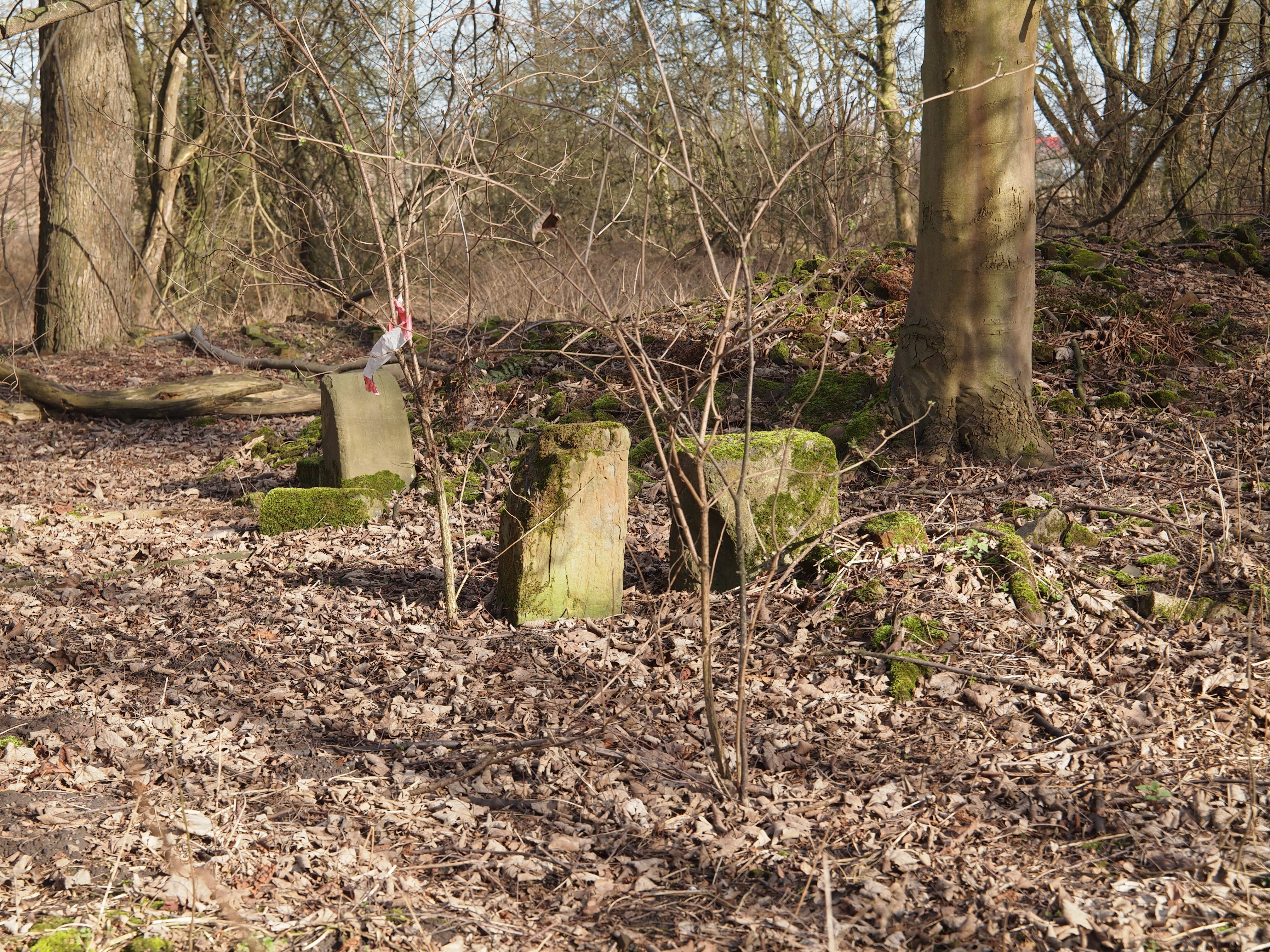
Buchen, Eichen und Trümmer

Das Naturschutzgebiet Hafen Grimberg (NSG-Kennung GE-002) liegt an der Ostgrenze Gelsenkirchens, südlich des Rhein-Herne-Kanals. Es wird begrenzt im Norden von ebendiesem, im Osten vom Logistikpark Schloss Grimberg auf Herner Gebiet, im Süden von der Bahnlinie Gelsenkirchen-Bismarck–Herne und im Westen von den Industrieanlagen des Grimberger Hafens. Gleichzeitig liegt es im in nordsüdlicher Richtung verlaufenden Grünzug D. Die Bochumer Erzbahn berührt knapp die Südwestecke des Gebietes.
Das Naturschutzgebiet Grimberg umfasst die Grundstücke des ehemaligen Schlosses Grimberg, das im Jahre 1961 geschleift wurde und dessen Trümmer noch teilweise im Gelände zu finden sind. Im Bereich der ehemaligen Schlossanlagen befindet sich ein Eichen-, Buchen- und Ahornmischwald, der von Birken unterschiedlichen Alters gegen die Hafenanlagen im Westen und den Kanal im Norden abgegrenzt wird. Im Süden schließen sich an den Wald Büsche und landwirtschaftlich genutzte Wiesen an, darin finden sich noch Reste alter Bahnanlagen, die von der Vegetation überwachsen wurden.
Die Staubbelastung dieses Gebietes durch die benachbarten Halden ist erheblich.